# قرن العرماني (مودية)

تعديل مصدري - تعديل

قرن العرماني هي إحدى قرى عزلة مودية بمديرية مودية التابعة لمحافظة أبين، بلغ تعداد سكانها 81 نسمة حسب تعداد اليمن لعام 2004.